# Układ o parametrach rozłożonych
Układ o parametrach rozłożonych – jeśli {\displaystyle n\to \infty } (czyli jego przestrzeń stanów jest nieskończenie wymiarowa), to układ dynamiczny jest układem o parametrach rozłożonych lub układem nieskończenie wymiarowym. Przeciwieństwem układów o parametrach rozłożonych są układy o parametrach skupionych, dla których {\displaystyle n} przybiera bardzo duże wartości, ale są to wartości skończone – dlatego układy takie nazywa się też układami skończenie wymiarowymi.

## Opis matematyczny
Układy o parametrach rozłożonych opisuje się równaniami różniczkowymi cząstkowymi lub w przypadku dyskretnym równaniami różniczkowymi z opóźnieniami. W opisie takich układów zmienną niezależną jest czas {\displaystyle t,} ale występują też zależności (zmienne) związane ze współrzędnymi przestrzennymi. Pełny opis ujmuje trzy współrzędne przestrzenne, wystarczy jednak jeden kierunek przestrzenny, aby można było pokazać rozłożoność parametrów – można wówczas jedną zmienną przestrzenną oznaczyć przez {\displaystyle z} (przez zmienną tą rozumie się odległość).
Dla układu o parametrach rozłożonych nie można przedstawić jego stanu z wykorzystaniem wektora, którego liczba składowych byłaby skończona – gdyż każda wybrana jego zmienna przestrzenna {\displaystyle x} jest funkcją argumentów {\displaystyle t} i {\displaystyle z,} czyli {\displaystyle x=x(t,z).} Jeśli zostanie przyjęte {\displaystyle t=t_{0},} to otrzymuje się rozkład {\displaystyle x(t_{0}=const,z),} w którym zmienną przestrzenną jest {\displaystyle z,} jeśli natomiast podstawi się {\displaystyle z=z_{0},} to {\displaystyle x} przybiera postać funkcji z jedną zmienną czasową {\displaystyle x(t,z_{0}=const).} Dlatego też układów o parametrach rozłożonych nie można opisać równaniami stanu ani macierzą transmitancji. W przypadku stacjonarnym można stosować opis transmitancyjny.

## Przykłady
Przykłady układów o parametrach rozłożonych to układy, w których występuje dyfuzja, przepływ albo zjawiska falowe.
- W przypadku zjawiska dyfuzji chodzi o wymianę masy (czyli mieszanie) albo o przewodzenie ciepła. Do tej klasy zjawisk zalicza się też kontinuum RC linii elektrycznej. W takim modelu wzdłuż długości linii rozłożona jest jej rezystancja i pojemność (wielkości te określa się na jednostkę długości). Idealny model zjawiska dyfuzji zakłada brak opóźnienia, innymi słowy, jeśli wprowadzi się zaburzenie na wejściu układu, to natychmiast na wyjściu zaobserwuje się odpowiedź, która z czasem będzie stopniowo narastała.
- W przypadku przepływu ma się do czynienia z przepływem przez rurociągi płynów (cieczy albo gazów). Parametrem jest tu prędkość przepływu. Do tej klasy układów zalicza się też przenoszenie masy na taśmociągach – tu parametrem jest opóźnienie przenoszenia.
- O zjawiskach falowych mówi się w mechanice (fale akustyczne, fale w hydromechanice). Podobne modele wykorzystywane są też w analizie rozchodzenia się fal elektromagnetycznych oraz analizie przepływu prądu przez linie długie – stosowanym modelem jest tu kontinuum LC linii elektrycznej. W takim modelu wzdłuż długości linii rozłożona jest jej indukcyjność i pojemność.